# 1re étape du Tour de France 2002
Pour un article plus général, voir Tour de France 2002.
La 1re étape du Tour de France 2002 a eu lieu le 7 juillet 2002 sur un parcours autour de la ville de Luxembourg sur une distance de 192,5 km. Elle a été remportée par le Suisse Rubens Bertogliati (Lampre-Daikin) devant l'Allemand Erik Zabel (Telekom) et l'Australien Robbie McEwen (Lotto-Adecco). Bertogliati prend le maillot jaune au détrimant de Lance Armstrong (U.S. Postal Service) à l'issue de l'étape.

## Classement de l'étape
| \| Classement de l'étape \| Classement de l'étape \| Classement de l'étape \| Classement de l'étape \| Classement de l'étape \| \| Coureur \| Coureur \| Pays \| Équipe \| Temps \| \| --------------------- \| ---------------------- \| --------------------- \| --------------------- \| --------------------- \| \| 1er \| Rubens Bertogliati \| Suisse \| Lampre-Daikin \| 4 h 49 min 16 s \| \| 2e \| Erik Zabel \| Allemagne \| Telekom \| + 0 s \| \| 3e \| Robbie McEwen \| Australie \| Lotto-Adecco \| + 0 s \| \| 4e \| Fabio Baldato \| Italie \| Fassa Bortolo \| + 0 s \| \| 5e \| Óscar Freire \| Espagne \| Mapei-Quick Step \| + 0 s \| \| 6e \| Stuart O'Grady \| Australie \| Crédit Agricole \| + 0 s \| \| 7e \| Laurent Brochard \| France \| Jean Delatour \| + 0 s \| \| 8e \| Dario Frigo \| Italie \| Tacconi Sport \| + 0 s \| \| 9e \| José Enrique Gutiérrez \| Espagne \| Kelme-Costa Blanca \| + 0 s \| \| 10e \| François Simon \| France \| Bonjour \| + 0 s \| |                        |           |                    |                 |
| |                        |           |                    |                 |
| |                        |           |                    |                 |
| Classement de l'étape |                        |           |                    |                 |
| Coureur | Coureur                | Pays      | Équipe             | Temps           |
| 1er | Rubens Bertogliati     | Suisse    | Lampre-Daikin      | 4 h 49 min 16 s |
| 2e | Erik Zabel             | Allemagne | Telekom            | + 0 s           |
| 3e | Robbie McEwen          | Australie | Lotto-Adecco       | + 0 s           |
| 4e | Fabio Baldato          | Italie    | Fassa Bortolo      | + 0 s           |
| 5e | Óscar Freire           | Espagne   | Mapei-Quick Step   | + 0 s           |
| 6e | Stuart O'Grady         | Australie | Crédit Agricole    | + 0 s           |
| 7e | Laurent Brochard       | France    | Jean Delatour      | + 0 s           |
| 8e | Dario Frigo            | Italie    | Tacconi Sport      | + 0 s           |
| 9e | José Enrique Gutiérrez | Espagne   | Kelme-Costa Blanca | + 0 s           |
| 10e | François Simon         | France    | Bonjour            | + 0 s           |

## Classement général
Au classement général, c'est donc le Suisse Rubens Bertogliati (Lampre-Daikin) qui s'empare du maillot jaune grâce aux vingt secondes de bonification récoltées avec sa victoire d'étape. Il devance Laurent Jalabert (CSC-Tiscali) qui garde sa seconde place grâce également à deux secondes de bonifications prises en cours d'étape et Lance Armstrong (U.S. Postal Service), l'ancien porteur du maillot jaune.
| \| Classement général \| Classement général \| Classement général \| Classement général \| Classement général \| \| Coureur \| Coureur \| Pays \| Équipe \| Temps \| \| ------------------ \| ------------------------- \| ------------------ \| ------------------------------- \| ------------------ \| \| 1er \| Rubens Bertogliati \| Suisse \| Lampre-Daikin \| 4 h 58 min 21 s \| \| 2e \| Laurent Jalabert \| France \| CSC-Tiscali \| + 3 s \| \| 3e \| Lance Armstrong \| États-Unis \| US Postal Service \| DQ \| \| 4e \| Raimondas Rumšas \| Lituanie \| Lampre-Daikin \| + 6 s \| \| 5e \| Santiago Botero \| Colombie \| Kelme-Costa Blanca \| + 7 s \| \| 6e \| David Millar \| Royaume-Uni \| Cofidis-Le Crédit par Téléphone \| + 8 s \| \| 7e \| Laurent Brochard \| France \| Jean Delatour \| + 9 s \| \| 8e \| Erik Zabel \| Allemagne \| Telekom \| + 10 s \| \| 9e \| Dario Frigo \| Italie \| Tacconi Sport \| + 11 s \| \| 10e \| Igor González de Galdeano \| Espagne \| ONCE-Eroski \| + 12 s \| |                           |             |                                 |                 |
| |                           |             |                                 |                 |
| |                           |             |                                 |                 |
| Classement général |                           |             |                                 |                 |
| Coureur | Coureur                   | Pays        | Équipe                          | Temps           |
| 1er | Rubens Bertogliati        | Suisse      | Lampre-Daikin                   | 4 h 58 min 21 s |
| 2e | Laurent Jalabert          | France      | CSC-Tiscali                     | + 3 s           |
| 3e | Lance Armstrong           | États-Unis  | US Postal Service               | DQ              |
| 4e | Raimondas Rumšas          | Lituanie    | Lampre-Daikin                   | + 6 s           |
| 5e | Santiago Botero           | Colombie    | Kelme-Costa Blanca              | + 7 s           |
| 6e | David Millar              | Royaume-Uni | Cofidis-Le Crédit par Téléphone | + 8 s           |
| 7e | Laurent Brochard          | France      | Jean Delatour                   | + 9 s           |
| 8e | Erik Zabel                | Allemagne   | Telekom                         | + 10 s          |
| 9e | Dario Frigo               | Italie      | Tacconi Sport                   | + 11 s          |
| 10e | Igor González de Galdeano | Espagne     | ONCE-Eroski                     | + 12 s          |

## Classements annexes
| Classement par points | Classement par points | Classement par points | Classement par points | Classement par points |
| Coureur               | Coureur               | Pays                  | Équipe                | Points                |
| --------------------- | --------------------- | --------------------- | --------------------- | --------------------- |
| 1er                   | Erik Zabel            | Allemagne             | Telekom               | 36 pts                |
| 2e                    | Rubens Bertogliati    | Suisse                | Lampre-Daikin         | 35 pts                |
| 3e                    | Robbie McEwen         | Australie             | Lotto-Adecco          | 26 pts                |
| 4e                    | Fabio Baldato         | Italie                | Fassa Bortolo         | 24 pts                |
| 5e                    | Laurent Brochard      | France                | Jean Delatour         | 24 pts                |

| Classement par points | Classement par points | Classement par points | Classement par points | Classement par points |
| Coureur               | Coureur               | Pays                  | Équipe                | Points                |
| --------------------- | --------------------- | --------------------- | --------------------- | --------------------- |
| 1er                   | Erik Zabel            | Allemagne             | Telekom               | 36 pts                |
| 2e                    | Rubens Bertogliati    | Suisse                | Lampre-Daikin         | 35 pts                |
| 3e                    | Robbie McEwen         | Australie             | Lotto-Adecco          | 26 pts                |
| 4e                    | Fabio Baldato         | Italie                | Fassa Bortolo         | 24 pts                |
| 5e                    | Laurent Brochard      | France                | Jean Delatour         | 24 pts                |

| Classement de la montagne | Classement de la montagne | Classement de la montagne | Classement de la montagne | Classement de la montagne |
| Coureur                   | Coureur                   | Pays                      | Équipe                    | Points                    |
| ------------------------- | ------------------------- | ------------------------- | ------------------------- | ------------------------- |
| 1er                       | Christophe Mengin         | France                    | Fdjeux.com                | 22 pts                    |
| 2e                        | Stéphane Bergès           | France                    | AG2R Prévoyance           | 16 pts                    |
| 3e                        | Ludo Dierckxsens          | Belgique                  | Lampre-Daikin             | 15 pts                    |
| 4e                        | Patrice Halgand           | France                    | Jean Delatour             | 6 pts                     |
| 5e                        | Laurent Lefèvre           | France                    | Jean Delatour             | 5 pts                     |

| Classement de la montagne | Classement de la montagne | Classement de la montagne | Classement de la montagne | Classement de la montagne |
| Coureur                   | Coureur                   | Pays                      | Équipe                    | Points                    |
| ------------------------- | ------------------------- | ------------------------- | ------------------------- | ------------------------- |
| 1er                       | Christophe Mengin         | France                    | Fdjeux.com                | 22 pts                    |
| 2e                        | Stéphane Bergès           | France                    | AG2R Prévoyance           | 16 pts                    |
| 3e                        | Ludo Dierckxsens          | Belgique                  | Lampre-Daikin             | 15 pts                    |
| 4e                        | Patrice Halgand           | France                    | Jean Delatour             | 6 pts                     |
| 5e                        | Laurent Lefèvre           | France                    | Jean Delatour             | 5 pts                     |

| Classement du meilleur jeune | Classement du meilleur jeune | Classement du meilleur jeune | Classement du meilleur jeune    | Classement du meilleur jeune |
| Coureur                      | Coureur                      | Pays                         | Équipe                          | Temps                        |
| ---------------------------- | ---------------------------- | ---------------------------- | ------------------------------- | ---------------------------- |
| 1er                          | Rubens Bertogliati           | Suisse                       | Lampre-Daikin                   | 4 h 58 min 21 s              |
| 2e                           | David Millar                 | Royaume-Uni                  | Cofidis-Le Crédit par Téléphone | + 8 s                        |
| 3e                           | Ivan Basso                   | Italie                       | Fassa Bortolo                   | + 23 s                       |
| 4e                           | Baden Cooke                  | Australie                    | Fdjeux.com                      | + 23 s                       |
| 5e                           | Sandy Casar                  | France                       | Fdjeux.com                      | + 24 s                       |

| Classement du meilleur jeune | Classement du meilleur jeune | Classement du meilleur jeune | Classement du meilleur jeune    | Classement du meilleur jeune |
| Coureur                      | Coureur                      | Pays                         | Équipe                          | Temps                        |
| ---------------------------- | ---------------------------- | ---------------------------- | ------------------------------- | ---------------------------- |
| 1er                          | Rubens Bertogliati           | Suisse                       | Lampre-Daikin                   | 4 h 58 min 21 s              |
| 2e                           | David Millar                 | Royaume-Uni                  | Cofidis-Le Crédit par Téléphone | + 8 s                        |
| 3e                           | Ivan Basso                   | Italie                       | Fassa Bortolo                   | + 23 s                       |
| 4e                           | Baden Cooke                  | Australie                    | Fdjeux.com                      | + 23 s                       |
| 5e                           | Sandy Casar                  | France                       | Fdjeux.com                      | + 24 s                       |

| Classement par équipes | Classement par équipes          | Classement par équipes | Classement par équipes |
| Équipe                 | Équipe                          | Pays                   | Temps                  |
| ---------------------- | ------------------------------- | ---------------------- | ---------------------- |
| 1re                    | CSC-Tiscali                     | Danemark               | 14 h 55 min 46 s       |
| 2e                     | Cofidis-Le Crédit par Téléphone | France                 | + 3 s                  |
| 3e                     | US Postal Service               | États-Unis             | + 3 s                  |
| 4e                     | Kelme-Costa Blanca              | Espagne                | + 5 s                  |
| 5e                     | ONCE-Eroski                     | Espagne                | + 9 s                  |

| Classement par équipes | Classement par équipes          | Classement par équipes | Classement par équipes |
| Équipe                 | Équipe                          | Pays                   | Temps                  |
| ---------------------- | ------------------------------- | ---------------------- | ---------------------- |
| 1re                    | CSC-Tiscali                     | Danemark               | 14 h 55 min 46 s       |
| 2e                     | Cofidis-Le Crédit par Téléphone | France                 | + 3 s                  |
| 3e                     | US Postal Service               | États-Unis             | + 3 s                  |
| 4e                     | Kelme-Costa Blanca              | Espagne                | + 5 s                  |
| 5e                     | ONCE-Eroski                     | Espagne                | + 9 s                  |